# Conquista do Iucatã
A Conquista do Iucatã (português brasileiro) ou conquista do Iucatão (português europeu) foi a campanha empreendida pelos conquistadores espanhóis contra os estados e governos pós-clássicos maias na península de Iucatã, uma vasta planície de calcário que cobre o sudeste do México, norte da Guatemala e toda Belize.

## Panorama das Descobertas

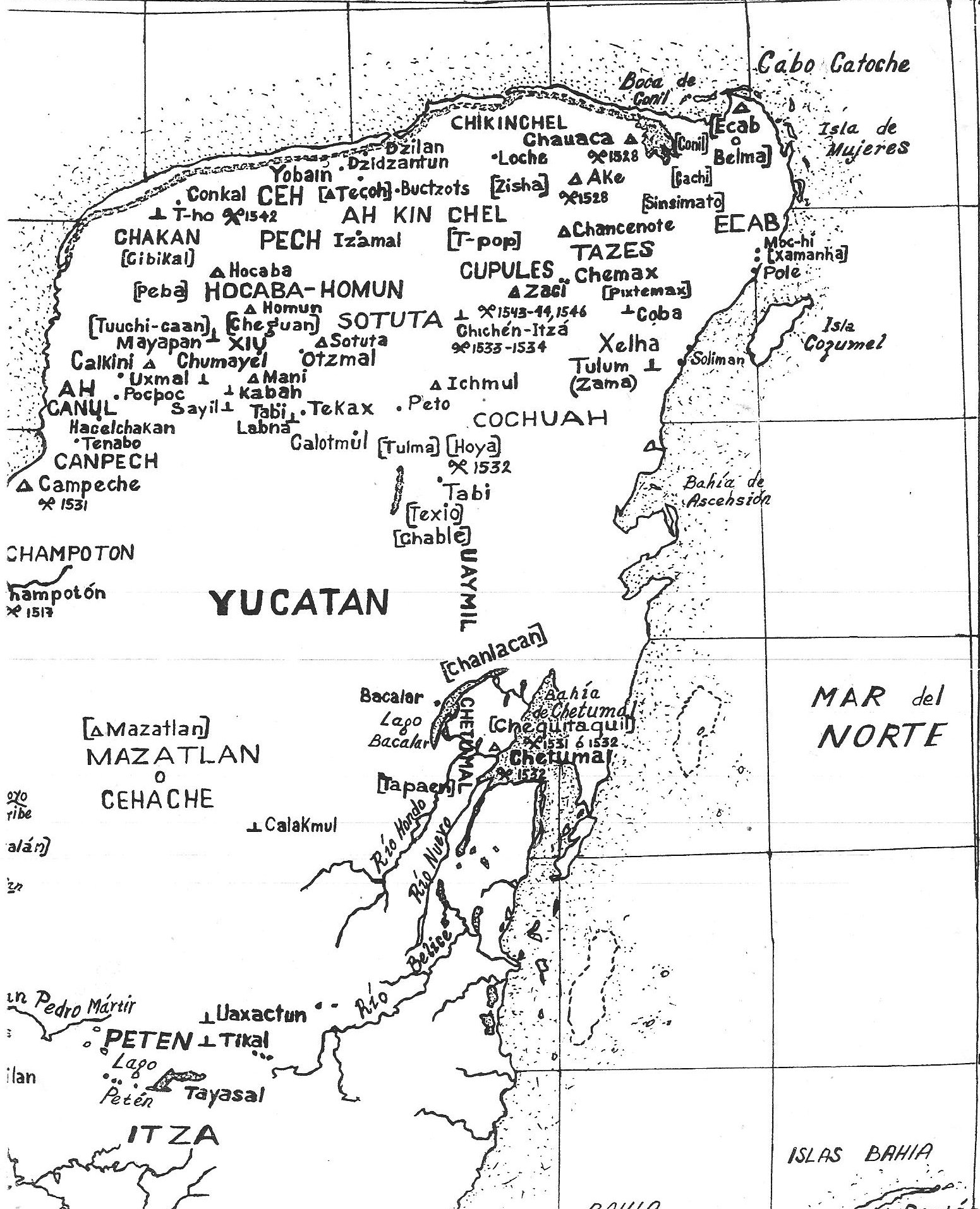
Mapa das cidades maias na península de Iucatã presente no livro chamado "Conquista e descobrimento de Iucatã" de Robert Chamberlain

Cristóvão Colombo, que tomou posse da ilhota (San Salvador) em nome da Coroa de Castela em 12 de outubro de 1492 e vagou pelas ilhas do Haiti, Cuba e Jamaica, julgava tratar-se das costas ocidentais de Cipango (Japão) e Catai (China).
Mas no seu retorno, além de papagaios e aves exóticas, a mercadoria mais interessante que trouxe foram habitantes das terras ocidentais, os índios Caraíbas que escravizou, vendendo logo 509 deles em Sevilha em 1495 (e seu irmão vendeu outros 300 no ano seguinte em Cádis).
A rudeza dos costumes, nudez e falta de cultura destes índios logo denunciaram não pertencerem aos famosos e cultos reinos das índias, havendo até quem dissesse que nem mesmo descendentes de Adão eram. Assim, foram imediatemente reduzidos à escravidão.
Com isto, logo se alastrou o preceito de que se chegara apenas nas Antilhas ou seja, terra inculta e inóspita a caminho das Índias, razão por que, em 1506, Juan Díaz de Solís e Vicente Yáñez Pinzón, quando chegaram ao México, no extremo norte do Iucatã, julgaram tratar-se apenas de mais outra ilha.
Em 1511 Vasco Nuñes de Balboa e seus espanhóis já havia desembarcado nas costas do México, entretanto não se passava de incidente de emergência diante das tempestades que açodavam sua flotilha. Em 1513 foi a vez de Ponce de León desembarcar no continente, na altura da atual Flórida, mais ao norte.
Os acontecimentos narrados neste artigo se referem à expedição de Francisco Hernandes de Córdoba em 1517 e imediatamente posteriores, antes portanto da incursão de Fernando Cortez no México central em 1519.
A importância do evento decorre de ter sido aí o primeiro contacto dos europeus com a Civilização
Maia, nas cidades estado costeiras do norte da península de Iucatã.

## Primeira expedição

### Captura de escravos ou exploração?
Bernal Diaz de Castilho é o cronista que mais detalhes nos traz sobre a viagem de  Francisco Hernández de Córdoba, e também é a única testemunha de todo o processo. Em sua crônica, Bernal declara ter sido ele mesmo o promotor do projeto,  junto com outra centena de espanhóis que  diziam necessitar " ocupar suas pessoas " uma vez que fazia três anos que haviam chegado a Cuba, vindos da Castilla de Oro e se queixavam de que não haviam feito coisa alguma que fosse de se contar
Da narração dos acontecimentos que Bernal faz se deduz, mesmo parecendo que o narrador pretendia ocultar, que a origem do projeto era apresar índios como escravos para ampliar ou renovar a mão de obra nas explorações agrícolas ou minerais de Cuba, e para que os colonos espanhóis que ainda não possuíam índios e portanto exploração própria, pudessem adquiri-los e assim estabelecer-se como fazendeiros.
Bernal conta primeiro que tanto ele como outros cento e dez espanhóis que viviam em “Castilla de Oro” decidiram pedir permissão a Pedro Arias Dávila para mudarem-se para  Cuba, e que Pedrarias o concedeu de bom grado porque em Terra Firme não havia o que conquistar e tudo estava em paz .
Chegando a Cuba, estes espanhóis da “Castilla del Oro” se apresentaram ao governador Diego Velázquez (também familiar de Bernal), que lhes prometeu que "nos dariam índios, em vagando". Imediatamente depois desta alusão a promessa de índios,  Bernal acrescenta ...
E como haviam passado três anos (...) e não havíamos feito coisa alguma de que se pudesse contar.. (...) os cento e dez espanhóis procedentes del Daríén, e os que na ilha de Cuba não tinham índios,( outra alusão à falta de índios ), (decidiram concertar-se com ...) um fidalgo que se dizia Francisco Hernández de Córdoba (...) e era homem rico e tinha um povoado de índios naquela ilha ([Cuba], e o aceitaram para ser seu capitão para)... ir a nossa aventura a descobrir novas terras e nelas empregar nossas pessoas .
Aí se percebe claramente que Bernal mal consegue ocultar que os tão repetidos índios eram o interesse central no projeto, ainda que autores como Madariaga prefiram concluir que o objetivo era muito mais nobre de "descobrir, ocupar nossas pessoas e fazer coisas dignas de serem contadas".
Mas o escrito que narra a participação do próprio governador Diego Velázquez diz que ele forneceu um barco ...
"com a condição de que  ( ...)  havíamos de ir com aqueles três navios a umas ilhotas que estão entre a ilha de Cuba e Honduras, que agora se chamam de ilhas dos Guanaxes e que havíamos de ir à guerra e carregar os navios com índios daquelas ilhas para pagar com índios o barco, para eles servirem de escravos".
Aqui Bernal usa a palavra escravo, conta Velázquez, quando a havia evitado antes, ao falar de índios que Velásquez prometeu a eles. O cronista nega imediatamente ter admitido a pretensão de Velázquez :
"  respondemos a ele que o que dizia, não o mandava Deus nem o Rei, que fizéssemos escravos aos livres".
Se temos de acreditar em Bernal, o governador admitiu muito desportivamente a negativa e, apesar dela, acabou confiando o barco.
Pensa-se que tais declarações são prolepses defensórias, um tanto hipócritas, pois quando Bernal as escreveu, já haviam passado cinqüenta anos dos feitos e ele era então pessoa razoavelmente ilustre, cujos serviços foram, ao menos em parte, reconhecidos pela Coroa.
Mas a maioria de outros escritos, mais contemporâneos aos feitos, é mais taxativa com a realidade escravagista da colonização espanhola. Na carta do regimento da Rica Vila de la Vera Cruz enviada à rainha Dona Juana e ao imperador Carlos V, os capitães de Cortes narram a origem da expedição de Hernandez dizendo :
" como é costume nestas ilhas que em nome de vossas majestades estão povoadas de espanhóis, de ir por índios às ilhas que não estão povoadas de espanhóis, para servir-se deles, enviaram os abaixo ditos (Francisco Fernández de Córdoba, e seus sócios Lope Ochoa de Caicedo e Cristobal Morante) dois navios e um bergantim para que de as ditas ilhas trouxessem índios para a dita ilha Ferdinanda, e cremos (...) que o dito Diego Velázquez (...)  tinha a quarta parte da dita armada”.
Em sua “Relação das Coisas do Iucatã”, o frei Diego de Landa diz que Hernández de Córdoba iria ... "a resgatar escravos para as minas, já que em Cuba se ia apoucando a gente, se bem logo não se aumente (...) Outros dizem que saiu a descobrir terra e que levou por piloto Alaminos... ".
E é justamente aí, com a presença de Antón Alaminos que alguns argumentam para ampliar o propósito da expedição para "descobrir novas terras". É que este prestigioso piloto, veterano das viagens de Cristóvão Colombo, parece um recurso excessivo para uma mera expedição escravagista às ilhotas de Guanajes. Mas estes esquecem que a empreita seria mais atraente que o ócio, ainda que não houvesse necessidade de tão experimentado piloto.
Toda esta discussão é no mínimo hipócrita pois é fato sobejamente documentado que a colonização espanhola se serviu da escravidão dos ameríndios, não sendo de se estranhar então, que se fizessem expedições para os apresar.
Assim, com estes dados de partida, se pode advogar por que Hernández de Córdoba descobriu o Iucatã, por acidente, ao ver sua flotilha desviada por uma tormenta, já que sua viagem originalmente planejada era mais curta, pois se destinava apenas a seqüestrar índios para os escravizar nas fazendas de Cuba.

### OGran Cairo
Em 8 de fevereiro de 1517 saíram de Havana dois navios e um bergantim, tripulados por mais de 100 homens. O capitão da expedição era Francisco Hernández de Córdoba, e o piloto era Antón de Alaminos, de Palos. Camacho de Triana e Joan Álvarez, “el manquillo”, de Huelva, eram os pilotos dos outros dois navios.
Até o dia 20 de fevereiro as naves costearam a ilha Fernandina, como era chamada a atual Cuba. Alcançada a ponta de Santo Antonio, saíram a mar aberto.
Seguiram-se então dois dias e noites de forte tempestade, e segundo Bernal, tão forte a ponto de pôr em perigo as embarcações. Este registro faz suspeitar que os navegantes perderam a firmeza da rota planejada inicialmente. Depois disto, passaram-se vinte e um dias de bonança até quando avistaram terra, e muito próximo à costa, visível dos barcos, avistaram o primeiro povoado de grande tamanho com “casas de cal e canto”.
Os espanhóis costumavam chamar de muçulmano a tudo quanto desenvolvido fora do cristianismo, e por esta razão, logo chamaram aquela cidade de “Grande Cairo”, como logo chamariam às pirâmides maias ou qualquer outro centro religioso de “mesquitas”.
É razoável fixar este momento como o do descobrimento do Iucatã, inclusive do México, já que este território hoje pertence ao México, embora no seu extremo meridional. Mas devemos recordar que estes não foram os primeiros espanhóis que pisaram no continente americano. É que em 1511, um barco da frota de Diego Nicuesa que regressava à Espanha naufragou nas costas do Iucatã e alguns dos seus ocupantes conseguiram salvar-se aí.

### Encontro amistoso
No momento em que os homens de Hernández avistaram e nomearam  o Gran Cairo, pelo menos dois destes náufragos, Jerónimo de Aguilar e Gonzalo Guerrero, viviam na região de Campeche, falavam o dialeto maia local e é de parecer geral que Guerrero governava uma comunidade indígena, pensando-se que os demais náuragos que não foram devorados, acabaram escravizados, não havendo, entretanto nenhuma evidência disto.
Os navegantes adiantaram o barco de menor calado para investigar se podiam fundear ali e no dia 4 de março de 1517 ocorreu o primeiro encontro com os maias habitantes do Iucatã que foram até ao navio em dez grandes canoas, movidas tanto a remo como a vela.
Entendendo-se por sinais, e os maias sempre com caras alegres e mostras de paz comunicaram aos espanhóis que no dia seguinte enviariam mais canoas para levar os recém chegados a terra.

### Primeiros enganos
(A suposta etimologia de Iucatã, e a mais provável de Catoche)
O momento em que os maias subiram nas naves espanholas e aceitaram as miçangas de contas verdes e demais bugigangas preparadas para o encontro, foi um dos poucos contactos pacíficos que teve o grupo de Hernández com os maias e parece, estas mostras de paz eram fingidas.
Precisamente durante estes contatos de 4 de março, poderiam ter nascidos os topônimos Yucatán e Catoche, cuja história é tão surpreendente quanto divertida, para ser levada muito a sério.
Seja história ou lenda, conta-se que os espanhóis perguntavam aos maias pelo nome da terra que acabavam de avistar e escutavam repetidamente a resposta bastante previsível : "Não entendo o que dizes"... "essas são nossas casas"... daí porem à terra o nome justo do que escutavam : Yucatán, que queria dizer "não te entendo", para designar a "Província”" inteira (ou ilha segundo os espanhóis acreditavam), e Catoche, que significaria "nossas casas", que era o povoado onde eles depois desembarcaram.
O frei Diego de Landa dedica o segundo capítulo de sua Relação das coisas do Iucatã à Etimologia do nome desta Província e sua Situação e nele nos confirma o caso do Catoche, que procederia efetivamente de cotoch, " nossas casas, nossa pátria ", mas não confirma que Yucatán signifique "não te entendo".
Finalmente, Bernal Díaz del Castillo também confirma a etimologia de Catoche como "nossas casas", mas para Yucatán dá uma explicação mais surpreendente: segundo ele, os dois maias depois capturados e transformados em intérpretes, Julianillo y Melchorejo, em suas primeiras conversas com os espanhóis é que forjaram os vocábulos, também por engano.

### Primeira Batalha (Catoche)
(Exploração da " ilha " do Iucatã)
No dia seguinte, segundo prometido, os maias voltaram com mais canoas para trasladar os espanhóis para terra. Estes estavam espantados com o fato de a costa se encher de nativos, pressentindo que o desembarque poderia ser perigoso. Não obstante, foram a terra como lhes solicitavam até agora seu amável anfitrião, o cacique do Gran Cairo. Por precaução, usaram seus próprios batéis em lugar de aceitar as canoas enviadas pelos índios e é claro, saíram armados, procurando sobretudo levar balestras e escopetas (dez balestras e quinze mosquetes, se acreditarmos na incrível memória de Bernal).
Os temores dos espanhóis se confirmaram imediatamente. O cacique lhes tinha preparado uma emboscada e assim que pisaram em terra uma multidão de maias os atacaram armados com lanças, rodelas, fundas  (fundas segundo Bernal, Diego de Landa nega que os maias conheceram a funda – sustenta que os índios lançavam as pedras com a mão direita, utilizando a esquerda para apontar – mas a funda era conhecida em outros pontos da meso-américa, e o testemunho de quem recebeu as pedradas merece mais crédito), flechas lançadas por arcos e armaduras de algodão.
Só a surpresa produzida pelas armas de fogo, pelas balestras e pelas espadas cortantes dos espanhóis pôde por os maias em fuga, possibilitando aos espanhóis voltarem a embarcar, não sem sofrerem os primeiros feridos da expedição.
Durante esta batalha de Catoche ocorreram dois feitos que teriam grande influência futura: um foi fazerem prisioneiros dois índios, depois batizados de "Julian" e "Melchor", freqüentemente chamados de Julianillo e Melchorejo que seriam os primeiros intérpretes dos espanhóis em terra maia, na expedição de Grijalva. Outro foi a curiosidade do clérico Gonzáles, capelão do grupo, que saltando em terra, esteve a explorar e desvendar uma pirâmide e seus templos nos quais reconheceu peças de meio ouro e no mais cobre, notícia suficiente para  excitar os espanhóis à segunda expedição.
Ao menos dois espanhóis morreram das feridas recebidas nessa primeira batalha.

### Descobrimento deLázaro(Campeche)
De volta aos navios Antón de Alaminos os pôs em movimento lento e vigilante, movendo-se apenas durante os dias, crente de que o Iucatã era uma ilha. Ademais agravou-se a maior das penalidades aos marujos: a falta de água potável a bordo. As pipas e vasilhas não eram apropriadas a grandes travessias e perdiam água ou não a conservavam bem, exigindo desembarque freqüente para renovar o precioso líquido.
Quando foram a terra para encher as pipas, perto de um povoado a que chamaram de Lázaro (na língua nativa se chamava Campeche), os maias se aproximaram deles, uma vez mais com aparência pacífica, e repetiram uma palavra que lhes pareceu enigmática : “castilián” . Logo depois se atribuiu a palavra à presença de Jerónimo de Aguilar e Gonzalo Guerrero, os náufragos de Nicuesa, das proximidades.
Os espanhóis encontraram um poço "de cal y canto" utilizado pelos maias para se abastecerem de água doce. Os maias, outra vez com aspecto e maneira amigáveis os levaram ao seu povoado, onde puderam mais uma vez ver as suas construções sólidas e muitos ídolos. (Bernal alude aos vultos de serpentes nas paredes, decoração tão característica da meso-américa).
Foi então que os espanhóis conheceram os primeiros sacerdotes maias, com sua túnica branca e sua vasta cabeleira impregnada de sangue sacrificial (que por preceito era sagrado e não podia ser limpado). Estes sacerdotes fizeram ver que as mostras de amizade não continuariam; convocaram uma grande quantidade de guerreiros e os mandaram fazer uma pequena fogueira com uns galhos secos, indicando aos espanhóis que, se eles não se fossem após o fogo se extinguir, os atacariam.
Os homens de Hernández decidiram então retirar-se para os barcos, com suas pipas e vasilhas de água e conseguiram o fazer antes de os maias os atacarem, saindo-se livres e ilesos do “descobrimento” de Campeche.

### Champoton – A luta pela água
Abastecidos, os espanhóis puderam navegar por uns seis dias de tempo bom e outros quatro sob tempestade, que ficou tão forte a ponto de fazê-los naufragar. Passado este tempo, a provisão de água doce começou a se esgotar a bordo. Em situação já extrema, os espanhóis se detiveram para se abastecer de água num lugar que Bernal chama de Potonchán e as vezes Champotón, onde deságua o rio do mesmo nome.
Enquanto estavam enchendo suas pipas com água, os espanhóis se viram rodeados de muitos esquadrões de maias. Passaram aquela noite em terra com grandes precauções e guardados por escutas e velas.
Desta vez os espanhóis decidiram que não deveriam fugir, como em Lázaro (Campeche), pois necessitavam da água que os estorvaria na retirada, mais perigosa portanto que a permanência ali onde poderiam se defender. O resultado deste embate, entretanto, causou nada menos que oitenta espanhóis feridos, da centena que havia embarcado.
A quantidade de maias ia crescendo em torno dos espanhóis e as escaramuças prosseguiam pois os sons dos mosquetes e arcabuzes que de início causavam tanta surpresa aos maias, agora já não tinham o mesmo efeito, pois estes procuravam assaltar os espanhóis flechando-os de distância mais segura, para evitar-lhes as balestras e espadas.
Assim, baterias de flechas eram lançadas, aos gritos calachumi que os espanhóis traduziram como ao chefe pois o alvo preferencial era a figura de Hernández de Córdoba, que chegou a receber assim mais de dez flechadas.
Foi então que os espanhóis perceberam o empenho dos maias em capturar seus opositores vivos, seguramente para sacrificá-los depois em cerimoniais religiosos. Bernal assegura que isto ocorreu pelo menos com Alonso Boto e também com um português velho.
Assim chegou um momento em que só um soldado restava ileso, o capitão Hernández devia estar praticamente inconsciente e a agressividade dos maias se multiplicava. Então os espanhóis viram como único recurso romper o cerco em direção aos batéis e abordá-los sem se preocuparem com suas pipas de água, para poder chegar aos barcos.
Afortunadamente para eles, os maias não se preocuparam em retirar ou inutilizar os batéis como poderiam ter feito. Em troca, açodaram os batéis em fuga com flechas, pedras e lanças, que se desequilibraram com o peso e movimento e emborcaram. Os sobreviventes de Hernández tiveram de agarrar-se às bordas das lanchas, meio nadando, mas ao final foram recolhidos pelo barco de menor calado e postos a salvo.
Contados, os sobreviventes lamentaram a falta de cinqüenta companheiros, incluindo os que foram levados vivos. Os restantes estavam muito feridos, com exceção de um único soldado chamado Berrio que surpreendentemente ficou ileso. Destes, cinco morreram nos dias seguintes, e seus cadáveres foram então lançados ao mar.
Os espanhóis chamaram ao lugar  "costa de la mala pelea", e assim figurou nos mapas durante algum tempo.

### O retorno e a sede
Os espanhóis haviam voltado aos barcos sem a água doce que os havia obrigado a desembarcar. E não fora apenas isto, viram sua tripulação reduzida em mais de cinqüenta homens, muitos deles marinheiros. E, dos sobreviventes, uma grande quantidade era de  gravemente feridos que nada podiam desempenhar.
Isto impedia os espanhóis de manobrar os três barcos, e por isto, depois de dividir as velas, ferragens e cabos da nave de menor calado entre as duas outras, desfizeram-se dela incendiando-a em alto mar.
A sede começou a ser intolerante. Bernal conta que lhes ardiam as línguas e gargantas e muitos dos soldados desfaleceram pois o desespero os levou a ingerir água do mar. Em outro desembarque de quinze homens, mais adiante, num lugar que chamaram Estero de los lagartos só obtiveram água salobra, o que aumentou o desespero dos tripulantes.
Os pilotos Alaminos,  Camacho e Alvarez, decidiram então navegar para a Flórida em vez de irem diretamente para Cuba, já que Alaminos lembrava de lá de sua exploração com Juan Ponce de Leon, acreditando ser esta a rota mais segura, não sem antes advertir a todos da belicosidade dos indígenas locais .
Com efeito, os vinte espanhóis que desembarcaram em busca de água, entre estes Bernal e Alaminos, foram atacados pelos nativos e, embora tenham se sobrepostos a eles, Bernal recebeu aí sua terceira ferida e Alaminos recebeu uma flechada na garganta.
Neste episódio também desapareceu um dos vigias da tropa, mais precisamente o soldado Berrio, aquele que havia saído ileso de Campoton. Mas ao fim, conseguiram voltar ao barco levando um pouco de água fresca para aliviar o sofrimento dos feridos que lá ficaram, e conta Bernal, que alguns deles beberam tanto que incharam, e morreram poucos dias após.
Já com a água, se dirigiram para Cuba com os dois navios restantes, e não sem dificuldades, pois os barcos estavam deteriorados e faziam água, e alguns marinheiros revoltosos se negavam a acionar as bombas. Assim, desembarcaram no porto de “Carenas” em Havana, dando por terminada a viagem.

## Consequências da descoberta do Iucatã
O descobrimento do Gran Cairo, em março de 1517, foi sem dúvida um momento crucial nas considerações que os espanhóis faziam sobre as Índias Ocidentais. Nada até então havia se parecido com as histórias de Marco Pólo ou às promessas de Colombo que adivinhava Catay - e até o Jardim do Paraíso- , atrás de cada cabo e em cada rio.
Fator decisivo para os encontros com as culturas asteca, maia e inca, o encontro do Gran Cairo foi o o mais promissor dos sonhos até então embalados pelos conquistadores. Com efeito, quando chegaram a Cuba, os espanhóis reavivaram sua imaginação, criando outra vez as fantasias sobre a origem dos povos descobertos, que os remetiam aos gentios ou aos judeus desterrados de Jerusalém por Vespasiano.
A rapidez com que o governador Diego Velasquez organizou a segunda expedição, incumbindo o seu comando a Juan de Grijalva, um parente da maior confiança, dá a efetiva importância que se deu às notícias, objetos e pessoas que Hernandez levou para Cuba.
Por fim, a notícia de que nessa " ilha " do Iucatã havia ouro, confirmada com entusiasmo por Julianillo, o índio feito prisioneiro e intérprete desde a batalha de Catoche, selaram o processo que concluiria com a Conquista do México ao cabo da  terceira expedição desta série, para lá enviada, então sob comando de Hernán Cortés.